# Petar Lovrić
Petar Lovrić (ur. 23 stycznia 1982 r. w Zagrzebiu) – chorwacki wioślarz.

## Osiągnięcia
- Mistrzostwa Świata Juniorów – Płowdiw 1999 – ósemka – 9. miejsce[1].
- Mistrzostwa Świata Juniorów – Zagrzeb 2000 – ósemka – 9. miejsce[1].
- Mistrzostwa Świata – Lucerna 2001 – dwójka bez sternika – 19. miejsce[1].
- Mistrzostwa Świata – Mediolan 2003 – czwórka ze sternikiem – 7. miejsce[1].
- Mistrzostwa Świata – Eton 2006 – ósemka – 15. miejsce[1].
- Mistrzostwa Świata – Monachium 2007 – ósemka – 14. miejsce[1].
- Mistrzostwa Europy – Ateny 2008 – dwójka bez sternika – 8. miejsce[1].